# Ruisseau des Lignats
 (novembre 2024).
Si vous disposez d'ouvrages ou d'articles de référence ou si vous connaissez des sites web de qualité traitant du thème abordé ici, merci de compléter l'article en donnant les références utiles à sa vérifiabilité et en les liant à la section « Notes et références ».
Le ruisseau des Lignats est un ruisseau du sud-ouest de la France et un affluent de l'Auvignon.

## Géographie
Il prend sa source à Espiens en Lot-et-Garonne, reçoit le ruisseau de Gaube juste avant de se jeter dans l'Auvignon sur la commune de Feugarolles en Lot-et-Garonne.

## Département et communes traversés
- Lot-et-Garonne : Espiens, Feugarolles.

## Principaux affluents
- Le ruisseau de Gaube : 1,3 km